# 南国!ユタガール
『南国!ユタガール』（なんごく!ユタガール）は、餅西うましによる日本の漫画作品。『裏サンデー』（小学館）および『マンガワン』（同）にて、2021年4月23日から11月26日まで連載された。沖縄県出身、在住の作者が沖縄県を舞台に描いた作品である。

## あらすじ
霊に憑りつかれやすい少年、佐藤凪は母のツテを頼りに沖縄県の霊媒師、ユタを探す。そこで一人の少女、新垣黒子に出会う。彼女こそが探していた霊媒師だった。

## 登場人物
新垣 黒子（あらかき くろこ）
今作の主人公。霊媒師。女子高生。沖縄弁でしゃべる。霊を凪と共に成仏させていく。
佐藤 凪（さとう なぎ）
霊に憑りつかれやすい少年。黒子には「なーぎー」と呼ばれている。母のツテで沖縄にいる霊媒師、黒子のもとに行く。

## 書誌情報
- 餅西うまし『南国!ユタガール』小学館〈裏少年サンデーコミックス〉、全3巻
  1. 2021年9月16日発売[2][3]、ISBN 978-4-09-850702-3
  2. 2021年9月16日発売[4]、ISBN 978-4-09-850861-7
  3. 2022年4月19日発売[5]、ISBN 978-4-09-851082-5